# Massacro di Amritsar

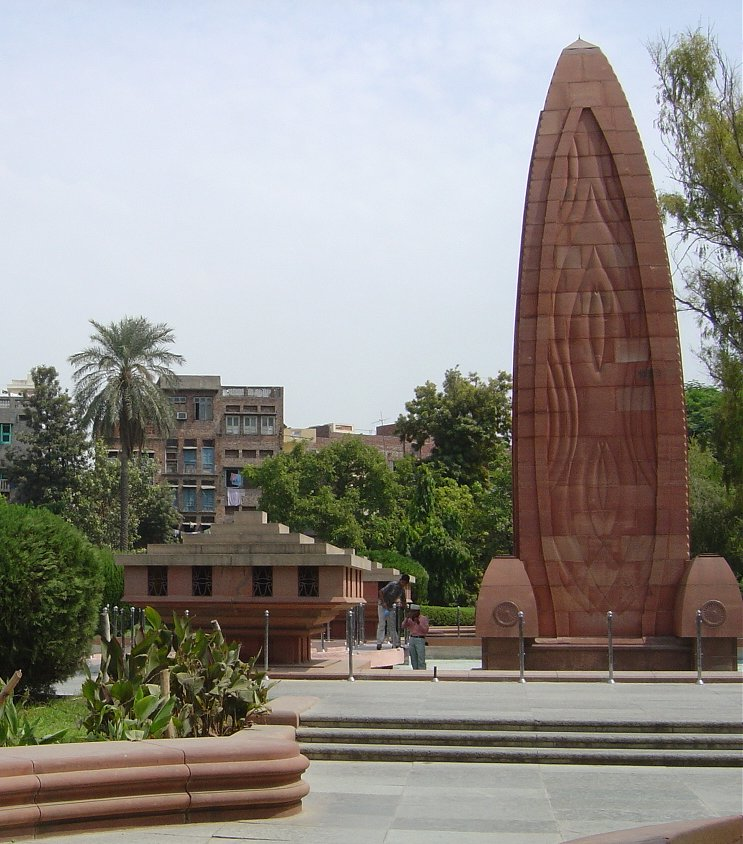
Monumento alla memoria del massacro di Jalianwala Bagh

Massacro di Amritsar o anche massacro di Jalianwala Bagh è il nome che indica un episodio avvenuto il 13 aprile 1919 ad Amritsar, principale città dello Stato indiano del Punjab, allora parte dell'India e quindi dell'Impero britannico.
Il generale di brigata Reginald Dyer ordinò alle sue truppe, in parte britanniche e in parte Gurkha, di aprire il fuoco sulla folla che assisteva a un comizio in un'angusta piazzetta della città, causando, secondo la successiva commissione d'inchiesta, 379 morti e circa 1 200 feriti.
La manifestazione venne considerata una provocatoria violazione della legge marziale, instaurata pochi giorni prima a seguito di alcuni atti contro i britannici. Inoltre, Dyer non ritenne di sparare alcun colpo di avvertimento affinché la folla si disperdesse.

## Antefatto
Il 18 marzo 1919 nell'intero subcontinente vi furono proteste e manifestazioni di massa guidate dal Partito del Congresso contro il Rowlatt Act, legge che consentiva incarcerazioni arbitrarie di dissidenti senza alcun processo.
Dopo la prima guerra mondiale stava aumentando l'insoddisfazione fra gli indiani. Questi avevano partecipato al conflitto senza però trarre alcun vantaggio dai loro sacrifici, sottostando a uno stato meno liberale di quello di altri dominion come Canada e Australia. Inoltre l'accelerazione produttiva in periodo di guerra aveva portato in India una pesante crisi economica che l'impero britannico sembrava non prendere molto in considerazione.
Mentre nei giorni precedenti i membri istruiti della classe media del Congresso mettevano in pratica il metodo di protesta pacifico della lotta non-violenta propugnata da Mohandas Gandhi, chiamato satyagraha, molti dei manifestanti però non lo seguirono portando successivamente Gandhi a sospendere il movimento il 18 aprile 1919. Da ciò Gandhi dedusse tanto l'enorme seguito che suscitava nella popolazione indiana quanto la necessità però di creare un partito rivoluzionario panindiano più solido e meglio organizzato per il futuro.
Infatti già dall'inizio delle marce, il 30 marzo o il 6 aprile a seconda delle regioni, ci furono sia enormi mobilitazioni popolari pacifiche quanto esempi di fraternizzazione fra indù e musulmani ma Gandhi (così come le forze dell'ordine inglesi) non avevano ancora i mezzi e l'organizzazione per gestire masse di queste proporzioni che in diversi casi volsero rapidamente in proteste violente, soprattutto nel Punjab a tal punto che il governatore inglese della regione, sir Michael O'Dwyer, dichiarò legge marziale il 13 aprile. Il timore diffuso del Governo coloniale indiano era che tali violenze fossero l'inizio di una rivolta generale paragonabile a quella del 1857.

## Il raduno
Il 13 aprile, lo stesso giorno della dichiarazione della legge marziale, migliaia di indiani si ritrovarono al Jalianwalla Bagh, nel cuore della città di Amritsar. L'occasione era la festività Sikh di Baisakhi in cui è tradizione festeggiare l'arrivo della primavera ritrovandosi in comunità. Il raduno sfidava l'articolo della legge marziale che proibiva le riunioni di cinque o più persone in città. Il luogo del ritrovo, il Jalianwala Bagh, era un parco circondato su tutti i lati da mura di mattoni e con una sola stretta apertura per l'accesso e l'uscita.

## Il massacro
Le truppe inglesi e i gurkha marciarono sino al parco accompagnati da un mezzo blindato su cui erano montate mitragliatrici, che però rimase fuori dato che non era in grado di passare nello stretto ingresso.
I soldati erano guidati dal colonnello (generale di brigata pro tempore in attesa della smobilitazione) e veterano della prima guerra mondiale Reginald Dyer che, senza sparare alcun colpo di avvertimento affinché la folla si disperdesse, ordinò ai suoi uomini di aprire il fuoco sulla folla pacifica.
Dato che non esistevano nel parco altre uscite oltre a quella già ingombrata dai soldati, la gente tentò disperatamente di scappare arrampicandosi sui muri e alcuni si gettarono in un pozzo per sfuggire ai proiettili, molti altri morirono calpestati .
Il tiro di fuoco degli uomini di Dyer (furono sparati quasi un totale di 1.650 proiettil), continuò sino all'esaurimento delle munizioni e in pochi minuti vi furono ufficialmente "almeno 379 morti e oltre 1.200 feriti"; le truppe si ritirarono senza fornire alcuna assistenza medica ai feriti.

## Conseguenze
Seguirono due mesi di ferree leggi marziali in tutto il Punjab con violenze e umilianti disposizioni contro gli indiani non appartenenti all'amministrazione.
L'accaduto, che s'inseriva nelle tensioni provocate in India dal rifiuto britannico di rispettare le promesse di riforme e autonomia fatte nel corso della prima guerra mondiale, portò l'opinione pubblica indiana su posizioni più marcatamente indipendentiste.
Alcuni, come i dirigenti religiosi sikh di Amritsar, che offrirono una medaglia a Dyer, o la stessa Annie Besant, appoggiarono l'operato di Dyer, temendo l'estendersi all'India di una rivoluzione sociale. Altri invece ritennero giunto il momento di passare a movimenti di massa politici e sindacali per imporre al governo coloniale un reale mutamento di rotta. Per il movimento nazionalista indiano, e per quello gandhiano in particolare, il massacro di Amritsar segnò un cruciale punto di svolta.
Dyer venne fatto dimettere dal suo incarico dal tenente generale Sir Havelock Hudson, che gli disse che era stato sollevato dal suo comando. Più tardi gli fu detto dal comandante in capo dell'India, il generale Sir Charles Monro, di dimettersi ufficialmente. 
L'evento divise anche l'opinione pubblica britannica. Secondo il celebre scrittore Rudyard Kipling Dyer fu "l'uomo che salvò l'India". Al contrario, Winston Churchill, all'epoca ministro, durante un dibattito alla Camera dei comuni dichiarò il massacro "un episodio senza precedenti o paralleli nella storia moderna dell'Impero britannico ... un evento straordinario, un evento mostruoso, un evento che si trova in un singolare e sinistro isolamento ... la folla non era né armata né attaccante".
Dyer venne sottoposto a procedimento disciplinare da una commissione appositamente costituita dal governo britannico in India, comprendente nove giudici dei quali tre indiani. La commissione condannò all'unanimità le azioni di Dyer, sebbene i membri indiani abbiano scritto anche un loro rapporto di minoranza. Le conclusioni dell'inchiesta furono le seguenti:
- La mancanza di preavviso alla folla di disperdersi fu un errore.
- L'eccessiva durata del fuoco un grave errore.
- La motivazione di Dyer di produrre un sufficiente effetto morale doveva essere condannata.
- Dyer oltrepassò i limiti della sua autorità.
- Non c'era stata alcuna cospirazione per rovesciare il dominio britannico nel Punjab.

Il rapporto di minoranza dei membri indiani ha inoltre aggiunto che:
- I proclami che vietavano le riunioni pubbliche non erano stati sufficientemente distribuiti.
- Persone innocenti erano in mezzo alla folla, e non c'era stata violenza in precedenza a Bagh (il parco del massacro).
- Dyer avrebbe dovuto ordinare alle sue truppe di aiutare i feriti o incaricare le autorità civili di farlo.
- Le azioni di Dyer erano state "inumane e non inglesi" e avevano gravemente danneggiato l'immagine del dominio britannico in India.

A seguito di questo verdetto Dyer venne dimissionato dall'esercito britannico e tornò in Gran Bretagna senza ricoprire altri incarichi ufficiali fino al giorno della sua morte, il 23 luglio 1927.
Il giorno successivo al massacro Dyer emanò un comunicato ufficiale, il cui stralcio consente di comprendere il punto di vista di un soldato professionista che, unito all'atmosfera di quei giorni, provocò il tragico evento "...Per me il campo di battaglia di Francia o di Amritsar è lo stesso. Sono un militare e andrò dritto..."

## Omaggi
Quando l'India ottenne l'indipendenza venne costruito nel Bagh un monumento ai caduti a forma di fiamma; sono tuttora visibili sui muri del parco i segni dei proiettili sparati dalle truppe inglesi.
Il massacro di Amritsar e parte dell'attività della commissione d'inchiesta vengono narrati con precisione storica nel film Gandhi.